# Бердниковщина
Бердниковщина — деревня в Добрянском районе Пермского края. Входит в состав Перемского сельского поселения.

## Географическое положение
Деревня расположена в нижнем течении реки Пожва, примерно в 4,5 км к северо-востоку от административного центра поселения, села Перемское. На противоположном берегу реки находится деревня Монастырь.

## Население
| 2010 |
| ---- |
| 3    |

## Топографические карты
- Лист карты O-40-42 Чёлва. Масштаб: 1 : 100 000. Состояние местности на 1982 год. Издание 1988 г.